# St. Jakobus (Taufkirchen)

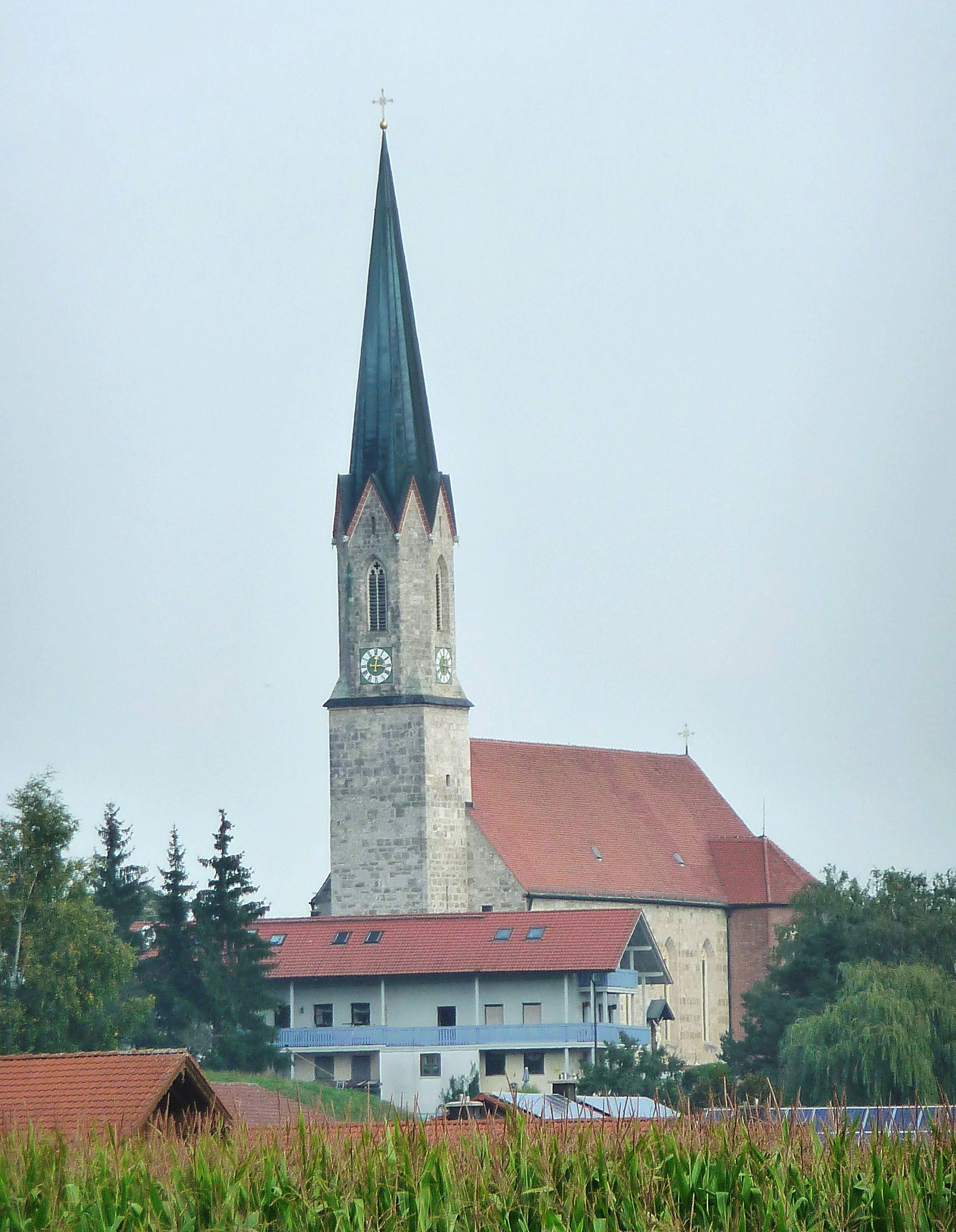
St. Jakobus in Taufkirchen

Die römisch-katholische Pfarrkirche St. Jakobus steht in Taufkirchen, einer Gemeinde im oberbayerischen Landkreis Mühldorf am Inn. Sie ist in der Liste der Baudenkmäler in Taufkirchen (Landkreis Mühldorf am Inn) unter der Nr. D-1-83-145-2 eingetragen. Die Pfarrei gehört zum Pfarrverband Kraiburg-Flossing im Dekanat Mühldorf (Erzbistum München und Freising).

## Beschreibung
Die im Kern spätmittelalterliche Saalkirche wurde in den Jahren 1856 bis 1862 aufwendig neogotisch ausgebaut. Sie besteht aus dem Langhaus zu fünf Jochen aus Quadermauerwerk, dessen untere Mauerteile aus dem Mittelalter stammen, dem eingezogenen, dreiseitig geschlossenen Chor zu drei Jochen im Osten mit polygonal abschließenden Annexbauten aus unverputztem Ziegelmauerwerk, der Taufkapelle im Norden und der Sakristei im Süden sowie dem Kirchturm mit spitzem Helm im Westen. Die untersten Geschosse des Turms aus Quadermauerwerk stammen aus dem Mittelalter. Er wurde mit einem achteckigen Geschoss aufgestockt, das die Turmuhr und den Glockenstuhl mit vier Glocken enthält. Das Kirchenschiff ist mit einem Netzgewölbe überspannt.

## Orgel
Die Orgel mit 16 Registern auf zwei Manualen und Pedal mit elektrischen Kegelladen und Freipfeifenprospekt wurde um 1965 von Max Sax (St. Gregoriuswerk) neu gebaut. Sie folgt den Vorgängerinstrumenten 1860 von Orgelbauer Joseph Frosch, München, (14 Register auf zwei Manualen) und 1905 von Orgelbauer Josef Hackl, Rosenheim (ebenfalls mit 14 Registern auf zwei Manualen).
Die Disposition der heutigen Orgel lautet:
| I Manual C–g3 |       |
| Principal     | 8′    |
| Rohrflöte     | 8′    |
| Octav         | 4′    |
| Kleingedeckt  | 4′    |
| Waldflöte     | 2′    |
| Mixtur IV–V   | 1 ⁄3′ |

| II Manual C–g3   |          |
| Gedeckt          | 8′       |
| Salicional       | 8′       |
| Koppelflöte      | 4′       |
| Sesquialter      | 2 ⁄3′+1′ |
| Principal        | 2′       |
| Scharfcimbel III | 1′       |

| Pedal C–f1 |       |
| Subbaß     | 16′   |
| Octavbaß   | 08′   |
| Pommer     | 08′   |
| Bifara     | 4′+2′ |

- Koppeln: II/I, I/P, II/P
- Spielhilfen: 1 freie Kombination, Crescendo